# Bra flicka reder sig själv
Bra flicka reder sig själv (en suec Una bona noia es manté en bon ordre) és una pel·lícula muda dramàtica sueca del 1914 dirigida per Victor Sjöström.
La pel·lícula es va estrenar el 12 d'octubre 1914 al cinema Regina a Estocolm. La pel·lícula va ser rodada a l'estudi del Swedish Biografteatern a Lidingö amb exteriors dels voltants de l'estudi i dels carrers d'Estocolm per Hugo Edlund.

## Sinopsi
Ruth Landen ha tingut una infantesa feliç en una família benestant. Quan la seva família perd la fortuna, decideix que no vol ser una càrrega per a ningú.

## Repartiment
- Clara Pontoppidan - Ruth Landén
- Jenny Tschernichen-Larsson - La seva mare
- Alfred Lundberg - Fellman, majorista
- Richard Lund - Sven, el seu fill
- Stina Berg
- William Larsson
- Eric Lindholm